# Борбе за источну Босну 1942.
Борбе за источну Босну 1942. године су биле сложене политичке и оружане борбе заинтересованих страна за превласт на подручју источне Босне, вођене током првих неколико месеци 1942. године.
Заинтересоване стране су били партизани, четници, Немци, Независна Држава Хрватска и окупирана Србија. Четници нису желели борбу против Немаца већ само против усташа. Они су покушавали да ово подручје издвоје из НДХ и прикључе окупираној Србији. У том циљу су се нудили Немцима као савезници за пацификовање овог подручја и борбу против партизана. Партизани, који су садејством окупаторских и квислиншких крајем 1941. године протерани из Србије, желели су наставак борбе. За њих је подручје источне Босне било од пресудне важности, због планираног повратка у Србију у очекивању масовног устанка на пролеће 1942. године. Усташе су по сваку цену покушавале да спрече издвајање источне Босне из надлежности НДХ и њено уступање Србији.
Током устанка у НДХ 1941. године, знатан део источне Босне је доспео под четничку контролу. Након што су четници почетком 1942. године почели да сарађују с окупатором, партизани су почетком марта предузели офанзиву на подручју источне Босне, током које су заузели битна четничка упоришта: Власеницу, Милиће, Сребреницу, Братунац, Факовиће и Дрињачу. Током напада на четнике код Власенице се чак десило да партизани наступају упоредо са усташама, због чега су уследиле гласине у народу, и жестока Титова критика.
Непосредно по партизанском потискивању четника у источној Босни, априла 1942. године је уследила удружена осовинска операција Трио, позната као трећа непријатељска офанзива, коју је предводио немачки генерал Паул Бадер. Током осовинске операције, усташка Црна легија је потукла четнике, док су немачке снаге потукле партизане.
Борбе за источну Босну постале су извор контроверзи, захваљујући извештајима генерала Бадера према коме изгледа да је било сарадње усташа и партизана.

## Позадина
Средином 1941. године избио је устанак у НДХ. Убрзо је међу устаницима дошло до раздвајања на партизане, који су водили борбу са окупатором, и четнике, који су нису желели сукоб са окупатором, већ само с усташама. Крајем децембра 1941. године, Прва пролетерска бригада је заједно са Врховним штабом, прешла у источну Босну. У току Друге офанзиве, од 17. до 23. јануара 1942. партизани су водили више борби против окупатора: на Пјеновцу, код Рогатице, Вареша, Хан Пијеска и Бијелих Вода.
Истовремено, у пределу источне Босне четници Јездимира Дангића су тежили приближавању Немцима и квислиншкој Недићевој влади у окупираној Србији. Ово је посебно интензивирано након немачко-квислиншке офанзиве против партизана у Србији. Од тога времена четници су водили пропаганду за придобијање српског становништва. Дангић обилато користи шовинистичку реторику, оптужујући партизане да их воде „чивут Моша Пијаде, Турчин Сафет Мујић, Мађар Фрањо Вајнерт и такозвани Петар Илић чије право име нико не зна”, а циљ им је да униште српство. На овај начин четници су успели да чак и неке комплетне партизанске чете преведу на своју страну.
Дана 8. јануара партизански вођа Тито говори о критичном стању у Босни:
Наш одлазак у Босну имао је за циљ да спречи разорну акцију четника коју су они развили после немачке офанзиве у Србији. Ми смо кренули преко Међеђе и Рогатице и дошли на Романију. Наш долазак био је у 12-ти час. Ту смо нашли следећу ситуацију: У босанским партизанским одредима настало је масовно превирање услед четничке пропаганде и прелажења на страну четника. Прелазиле су читаве чете и батаљони. Наши другови били су немоћни да то спрече, а и узрок томе лежи у слабом политичком раду за читаво време нар. ослоб. борбе у Босни. Босански партизани битно се разликују од наших српских партизана јер су то махом неупућени сељаци који су пошли у борбу спонтано да бране своја огњишта од страховитог терора. Долазак Бригаде учинио је томе прелажењу крај... Ми имамо много материјала у руци из кога се јасно види невероватно издајничка улога свих четничких вођа од Пећанца, Дангића па до Тодоровића и Д. Михаиловића... Дангић, који је Дражин човек, одлазио је у Београд по инструкције а у Босни припрема терен за долазак недићеваца...
За време повлачења наших другова из Србије у Босну преко Вишеграда и др. места били су од стране Каменка и др. четничких банди разоружавани и већим делон предавани натраг у руке Немаца... Четничке банде које су дошле из Србије развиле су у Босни у позадини незапамћено пљачкање, паљење и убијање муслиманског живља. Они су са својом пропагандом повукли један добар део у пљачку, као и оне партизане који су прешли њима.
— Титово наређење Главном штабу НОП одреда Србије од 8. јануара у вези с радом и задацима партизанских одреда
Иако између четника и партизана у источној Босни још није било отворених сукоба, владала је атмосфера општег неповерења. У упутству Врховног штаба Романијском партизанском одреду од 10. јануара очекује се напад ка Рогатици и Сјетлини, а као могући непријатељи се именују „Немци и недићевци”:
Слажемо се са мерама које сте предузели код Рогатице за случај продирања Немаца и недићеваца. Напомињемо још само то да шаљете патроле ка Горњој Лијески да би се благовремено открио евентуални покрет непријатеља... У случају да би се Немци или недићевци појавили, односно продирали према Рогатици, морате нам хитно саопштити, како бисмо предузели све мере за опкољавање и уништење непријатеља. За случај сукоба са Немцима или недићевцима ваше јединице треба да воде борбу.
— Упутство Врховног штаба Романијском партизанском одреду од 10. јануара

### Договор четника и окупатора у Вишеграду
Почетком јануара, четници су са Немцима увелико припремали заједничку борбу против партизана. У извештају команде Вишеградског четничког одреда од 11. јануара 1942. команданту Оперативних јединица источне Босне и Херцеговине Бошку Тодоровићу се каже:
Немачке трупе ће ускоро кренути у чишћење комуниста у Босни сада оправљају пругу и мост на Лиму—Међеђе—Устипрача—Месићи за Сарајево. Потребно је да свуда ступите у везу са Немцима кажите им да сте Српски национални четници који се боре против Усташа и комуниста. За спашавање честитог српског народа.
Обавестите их о комунистима и чистите комунисте.
— Извештај команде Вишеградског четничког одреда од 11. јануара 1942. команданту Оперативних јединица источне Босне и Херцеговине
Тих дана су у Вишеграду, по Дангићевом наређењу, вођени преговори четника источне Босне са немачком и италијанском командом. Четнички делегати су 15. јануара јавили да су резултати преговора са окупаторима повољни, да сукоба са Немцима не сме да буде, и да морају прогонити и проказивати партизане Немцима:
Обавестите све наше четнике и командире чета, који се налазе на домаку Рогатице, да су данас 15. јануара 1942. године, делегати Српских четника Босне водили преговоре са Немачком и Италијанском командом у Вишеграду. Резултати су повољни. Четници и Немци неће имати никаква сукоба нити сукоба сме бити... Немојте дозволити, да се у Вашој близини налазе комунисти прогоните их и показујте их Немцима... Немојте дозволити, да се деси ма какав инцидент са њемачком војском. Пролаз њемачких трупа је слободан не штети интересима наше борбе.
— Извештај делегата четничких одреда на подручју Вишеграда, Фоче и Рогатице од 15. јануара 1942. о споразуму са немачком и италијанском командом у Вишеграду
Истовремено, 15. јануара у источној Босни отпочела офанзива 342. и 718. немачке дивизије и снага НДХ. Партизански одреди и Прва пролетерска бригада претрпеле су губитке, док су четници пропустили Немце без борбе. Крајем јануара Дангићеве снаге су претрпеле значајне губитке у људству и територији, али нису пружале отпор Немцима јер су имали наређење да се не боре против немачких трупа. Више немачке команде су биле изненађене том чињеницом:
За четничку сарадњу са окупаторима су убрзо сазнали и партизани. Дана 30. јануара, Тито о томе обавештава Главни штаб партизанских одреда Црне Горе:
Уочи саме офанзиве, четничка команда у Хан Пијеску и Босанска четничка управа издале су строго наређење свим четничким јединицама да се не смеју опирати и пуцати на непријатеља. На тај начин издајничке четничке вође покушали су да нам забију нож у леђа и да олакшају ликвидацију партизанских јединица у Босни.
— Обавештење Врховног команданта НОП и ДВ Југославије од 30. јануара 1942 год. Главном штабу НОП одреда за Црну Гору и Боку о војно-политичкој ситуацији у источној Босни

### Дангићева понуда Немцима у Београду
Дана 31. јануара, Јездимир Дангић је стигао у Београд на разговоре са Недићем, Немцима и Павелићевим представницима о пацификовању источне Босне и евентуалном уступању 17 срезова Србији. Дангић је био спреман признати њемачку војну управу у источној Босни, и борити се против партизана. За узврат је тражио да усташке и домобранске јединице напусте тај простор. Приликом првог разговора Недић и Дангић су закључили да се мир у источној Босни може успоставити само сарадњом четника са Вермахтом:
Немачки генерал Бадер, опуномоћени заповедник Србије, био је спреман да препусти Дангићу обезбеђење граничних котарева НДХ на простору који омеђују реке Сава, Дрина и Босна, али је за било какву промену статуса источне Босне била неопходна сагласност НДХ.
Дана 2. фебруара 1942, немачки генерал Бадер је позвао представнике НДХ, министра Вјекослава Вранчића и домобранског пуковника Федора Драгојлова у Београд, на преговоре са Дангићевим изасланицима. Дангић је био спреман да призна немачку команду, а условно и сувереност НДХ:
Представници НДХ су одбили било какву могућност препуштања било какве власти четницима у источној Босни и преговори су окончани без резултата.

## Партизанска офанзива
До тада је главна партизанска акција била уперена на Сарајево и долину реке Босне, које су држали окупатори и усташе, док су се четнички одреди налазили према Дрини. Изазван преласком четника источне Босне на страну окупатора, начелник Врховног штаба партизанских одреда Јосип Броз Тито је 8. фебруара наредио да се пређе у борбу против њих:
Сви одреди треба да усагласе своја дејства, а то је: да се територија источне Босне очисти од четника и буде ван четничког утицаја. То значи: главно дејство треба управити ка Дрини, а не ка Сарајеву и р. Босни, како је до сада био случај.
— Наређење Врховног команданта НОП и ДВ Југославије друга Тита од 8. фебруара 1942.
Избијањем сукоба партизана и четника отпочела је грозничава борба свих заинтересованих страна за превласт у источној Босни. Дана 10. фебруара, у селу Кули код Соколца делови Романијског партизанског одреда уништили вод домобранског 1. коњичког пука. Погинуло 12, рањена 4 и заробљена 34 домобрана. Брзо је уследио и противудар снага НДХ на партизане. 14. фебруара је отпочео продор домобранског 1. коњичког пука, делова Црне легије и других јединица НДХ из Соколца у окружену Рогатицу. Седмодневни отпор пружали су делови Романијског партизанског одреда и батаљон Бајо Пивљанин Дурмиторског партизанског одреда.
Први оружани обрачун међу устаницима у источној Босни догодио се 20. фебруара у Вукосавцима код Лопара, када су четници Драгослава Рачића на препад су напали и уништили штаб Мајевичког партизанског одреда. Истог дана, у Кифином Селу (код Невесиња) чета Ударног батаљона Оперативног штаба партизанских одреда за Херцеговину уништила Штаб мајора Бошка Тодоровића, проглашеног сарадником Италијана. Партизани су разоружавали четнике и од стварали добровољачке јединице са националним обележјима, под својом командом.
Партизанско вођство је придавало много значаја источној Босни, у вези са очекиваним пролећним устанком у Србији. Тито партизанском вођству БиХ 20. фебруара поручује:
Немци напуштају Босну и биће ангажовани на другим фронтовима. Остају само усташе и хрватска војска чији је морал слаб и без подршке Немаца не представљају никакву борбену снагу. Редове хрватске војске још више ће отупити новомобилисани делови, који се неће борити против партизана. Најзад, наступа пролеће и ми ћемо имати маневарску предност над непријатељем. Са доласком пролећа треба заталасати борбу у Босни и Херцеговини до народног устанка. У овом погледу посветити пажњу свим дијеловима Босне, а нарочито источне. Тај део нас веже за Србију, где ће борбе на прољеће заузети велике размере. Ми ћемо морати потпомоћи те борбе, а то се може постићи дејством из источне Босне.
— Наређење Врховног команданта НОП и ДВ Југославије Јосипа Броза Тита од 20. фебруара 1942. године Главном штабу НОП и ДВ за Босну и Херцеговину
Дана 27. фебруара у селу Закому код Рогатице 1. батаљон четничког Рогатичког одреда заробио је Штаб Романијског партизанског одреда, са намером да их спроведу за Београд. Сутрадан, 28. фебруара четници су стрељали чланове окружног комитета СКОЈ-а за Бирач.

### Титова наредба за напад на Власеницу
Наређење начелника Врховног штаба Другој пролетерској бригади од 3. марта 1942. године гласи:
Имамо податак да се капетан Рачић са 200 српских четника налази у Власеници. Он је одређен да »заведе ред у позадини«.
(..)
Усташка војска налази се у Подроманији, Соколцу и Рогатици. Интересантно је то што усташе настоје да се пробију у правцу Хан Пијеска. О овоме се непрекидно распитивати. Видети како се према томе држе четници. До сада су они саботирали сваку борбу с усташама и хрватском војском.
Начелник партизанског Врховног штаба Тито оперативном штабу за источну Босну 4. марта јавља:
„Ми смо оцијенили да је за прво вријеме важнија Власеница у циљу спајања са Бирчанским одредом, а затим чишћење терена ка Дрини. Тад би на ред дошла и Сребреница. (...) Ми нисмо пошли тим путем да као метла чистимо Гласинац, него ћемо утицај тих четничких банди паралисати разјуривањем њиховог командног кадра и обухватањем Гласинца.”
Врховни штаб 5. марта даје штабу Друге пролетерске бригаде детаљне инструкције о извођењу операција на подручју: Гласинац — Сребреница — Власеница. Главни удар требало је извршити на Власеницу, у којој су се налазиле четничке снаге под командом Јездимира Дангића и капетана Драгослава Рачића, а не Хан-Пијесак, где се налазио гарнизон НДХ. Пре тога је требало напасти предео Борика, где се налазе заробљени партизани:
Борике и предио Борика има се напасти раном зором (5 часова) 8. марта. (...) У село Борике четници су одвели 30 босанских партизана са двема другарицама. Ослободите их. Ако их тамо не нађете, распитајте се где су их одвели.
Након тога би следио напад на Власеницу, главно четничко упориште:
Претстоји покрет и напад на Власеницу, главно четничко упориште. Ту се налази Дангић и Рачић са око 200 бандита из Србије.
Тито потом образлаже зашто одустају од напада на Хан Пијесак, јер би тиме помогли четницима, а усташама би отворили пут ка Власеници:
Што се тиче Хан Пијеска ствари стоје овако: усташе су дошле до села Жљебова. Сазнали смо да је из Рогатице пошла једна група од 500 хрватских војника ка Подроманији. Ми вјерујемо да ће они бити упућени ка Хан Пијеску. Четници су се повлачили пред усташама, отварајући пут. (...) Ми смо имали намеру да Прва бригада нападне из Кусаче Хан Пијесак. Али смо од тога одустали из разлога: што би дошли у непосредан додир и борбу с усташама, док би четници харали по позадини; што би ми на тај начин били предстража четницима; што би изгледало да смо ми отворили пут усташама ка Власеници.
Врховни штаб на крају истиче зашто је предвиђени правац напада најбољи:
Предвиђеним правцем пресецају се ове везе између Власенице и Сребренице и хвата се веза на наш партизански Бирчански одред, што је од велике важности. Сем тога ми са јаком групом приближавамо се Дрини и као целина можемо са упаднемо у Србију - центар жиже и решења главних питања.

### Темпов извештај Титу
Дана 10. марта, делегат врховног штаба Светозар Вукмановић Темпо извештава Врховног команданта Тита да су четници опколили снаге НДХ у Хан Пијеску:
Хрватска војска је продрла на Хан Пијесак и кренула у два правца: према Олову и Пјановцу, где су разбијени и повраћени, и према Власаници, где су такође заустављени. Сада се налазе на Хан Пијеску, а четници су поново заузели положаје на Видрићима и Зљебовима. То значи да су они опкољени, али то је врло слаб обруч с обзиром да их опкољавају четници. Рачић са својом »бригадом« укопао се пред Хан Пијеском, док се у Власеници налази главни њихов оперативни штаб. Дангић се налази у Братунцу. Јачина хрватске војске у Хан Пијеску износи око 700 војника и 2 сатније усташа. То су врло мале снаге с обзиром на бројну снагу четничких чета које их опкољавају.
На основу читаве ситуације он предлаже да пролетерске бригаде нападну Власеницу, похапсе четничке официре и образују партизански фронт према Хан-Пијеску:
Мислим да би требало одмах наставити са кретањем обе пролетерске бригаде у раније назначеним правцима без обзира што су усташе на Хан Пијеску. Ми бисмо спојили ова два наша пролетерска батаљона и пошли према Власеници, похапсили све официре и образовали фронт према Хан Пијеску.
У истом извештају Темпо обавештава Тита да су четници променили тактику према муслиманима и покушавају да их привуку себи:
Рачић се обратио писмом на Мују Хоџића (нашег команданта муслиманског батаљона) у којем га позива у име Дангића да пређе у четнике. Ми ћемо одштампати то писмо као и наш одговор. Писмо је врло карактеристично јар означава промену тактике четника према муслиманима.

### Титова наредба против наступа са усташама
Дана 12. марта, врховни командант Тито наређује делегату Врховног штаба Темпу:
Треба сачекати развој ситуације око Хан Пијешка и Власенице. (...) Брзи марш раније одређеним правцем не би био целисходан ни с војничке ни с политичке тачке гледишта. То би изгледало као друга бочна колона усташама. Но, ако вође побегну онда ће требати брза интервенција у назначеном правцу.

Ми смо оставили одрешене руке нашој Пролетерској групи у погледу акција, јер она изближе посматра догађаје, према томе морате се непосредно повезати с њом.
Дана 13. марта, Врховни командант Тито издаје упутство оперативном штабу пролетерске ударне групе о предстојећим операцијама, напомињући да паралелни марш са усташама не би био целисходан:
Вама остављамо потпуно одријешене руке у погледу рада на просторији Хан Пијесак—Власеница—Сребреница—Олово. Напомињемо да смо наредили Штабу источне Босне да мештанске јединице блокирају Олово, и да се не дозволи продор усташа у правцу Олова.
Куда да упутите тежиште вашега рада: ка Власеници или Романији и Олову? То зависи од чинилаца које на лицу места процените. Ми смо проценили да паралелни марш с усташама ка Власеници не би био целисходан ни са политичке ни војничке тачке гледишта. Становништву би изгледало да сарађујемо с усташама.

Ако »вође« почну да бјеже, што ми верујемо јер сте им се добро приближили, онда се заиста намеће брзина рада ка Власеници и брзо организовање добровољачке војске. Хрвати ће настојати да се пробију ка Хан Пијеску и тако појачају свој гарнизон за даље акције. Због тога партизанске акције на путу ка Хан Пијеску могу дати изванредне резултате.
Према наредби Врховног команданта, требало је да се упадне у Хан Пијесак, који је био под четничком опсадом, затим напредовати ка Власеници јаким ударним групама. Своје упутство закључује речима: „Врло је важно да се почетком овога пролећа дочепамо важних позиција”.

### Напад на четнике код Власенице
У Хан Пијеску су били утврђени домобрани (око 700) и 2 чете усташа, док су у Власеници били четници (Драгослав Рачић).
Дана 16. марта у зору су Прва и Друга пролетерска бригада напале четничке јединице код Власенице, док су оне водиле борбе са Францетићевом Црном легијом, која је такође предузела офанзиву ка Власеници против четника.

### Титова реакција
Истог дана, 16. марта, уследила је жестока Титова критика и наређење за тренутачно обустављање покрета према Власеници:
Већ неколико дана немамо од вас никаквих вести, иако сте били дужни да се побринете да нас стално обавештавате о вашим покретима и нумерама. Како изгледа, ви сте непромишљено изменили наш и ваш првобитни план и кренули у правцу у којем, ни у политичком ни у војном погледу, нисте смели кренути, тј. према Власеници. Ми вам овде нећемо писати о томе од коликих би то катастрофалних политичких последица било за нас ако би ми, паралелно са усташама, на истом терену, вршили операције које су сада у овом моменту апсолутно погрешне.
И баш сада, када ви крећете у неправилном правцу, хрватска војска [домобрани] и усташе врше јаку офанзиву од Праче према Гласинцу, а исто тако и од Подроманије према Гласинцу. На читавом том фронту од Праче до Рогатице јуче су водиле наше мештанске чете и Краљевачки батаљон жестоке борбе.

Из свих горе наведених разлога ми вам наређујемо да сместа обуставите ваш даљи покрет у правцу Власенице и да се вратите на просторију где сте били, с тим да се примакнете ближе Подроманији и успоставите везу са машим јединицама код Реновице. Када се вратите на стару просторију, ви нас одмах обавестите и ми ћемо вам дати подробније задатке. Ово наређење имате неодложно сместа извршити, без сваког оклевања, а о разлозима вашег покрета тамо ми ћемо разговарати.
Упркос Титовом наређењу за обустављање покрета према Власеници, Темпо га 18. марта извештава о ослобођењу Власенице. У наредном извештају Темпо обавештава Тита о успешном наставку дејстава пролетерске ударне групе према Хан Пијеску и формирању Власеничког добровољачког одреда:
Ситуација на фронту према Хан Пијеску знатно се поправила. Батаљони се већ углавном прикупили. Ми шаљемо патроле по селима те прикупљају борце који су се били разбегли кућама. Сви батаљони на том сектору ставили су се под нашу команду. Формирали смо нови Власенички Н. О. добровољачки одред.
Дана 29. марта, Врховни штаб НОП и ДВ Југославије издаје упут Оперативном штабу пролетерске ударне групе о даљим дејствима на подручју источне Босне:
Нас је веома зачудило како то да нису наше директиве за вас стизале на време у ваше руке. Ту ће ипак требати да се види на коме лежи кривица. Ми се слажемо да је ваш покрет на концу ипак био правилан и срећа је што се свршило тако успешно. Но из ваших писама се види да је у политичком погледу тај покрет имао и негативних страна, јер је изведен у време када су четничке јединице водиле борбу са усташама код Хан Пијеска. (...) По нашем мишљењу, негативна страна вашег покрета према Власеници може се једино уклонити на тај начин да ви одлучно приступите ка организацији ликвидације усташа и Хрвата (домобрана) на Хан Пијеску, при чему би свакако морале учествовати и неке наше јединице Бригаде, већ према потреби, и то би онда заиста имало дејства против сваке клевете на нас.

Када смо вам ми слали директиве у којима смо били одлучно против вашег покрета према Власеници привремено, ми смо онда мислили са тим то, да је апсолутно погрешно да се наше снаге поставе између усташа и четника, јер ми смо хтели да сачекамо како ће се ствари даље развијати с обзиром на пропале преговоре између Хрвата и Срба, [вођене] под притиском Немаца, о уступању 17 срезова Србији. Нама је овог часа потребно избегавати све што би могло допринети зближавању Недића и Павелића, а напротив учинити све да се сукоби између њих заоштре, ако је то уопште могуће.

### Исход партизанских операција
Дана 31. марта Тито обавештава Оперативни штаб НОП и ДО за Босанску Крајину о повољном развоју ситуације у источној Босни:
Иначе, општи положај у свим овим крајевима постао је знатно сложенији. Дангић се потпуно слизао са Недићем и врбује по Србији војску тобоже »против усташа и Турака« у Босни, у ствари — против нас. Покушавао је да добије обећање Немаца да ће му дати власт у 17 срезова источне Босне али засад није успео. Морао је остати при тактици пребацивања својих банди преко Дрине да покуша фактички остварити своју власт — па онда да наново покуша. Његови први покушаји (били су опет и у Власеници!) јадно су свршили појавом наших бригада које су избиле чак на Дрину, а Дангић и комп. су опет јадно пребегли к Недићу.
Ситуацију у источној Босни ријешили смо потпуно у нашу корист, Очистили смо четничка упоришта: Власеницу, Милиће, Сребреницу, Братунац, Факовиће, Дрињачу. Јединице смо формирали у добровољачку војску. Рогатица, Хан Пијесак и Олово су блокирани.
— Титово обавештење Оперативном штабу за Босанску крајину о ситуацији у источној Босни од 31. марта 1942.
Након овога, четничка пропаганда је ширила у народу како су партизани заузели Власеницу како би је предали усташама. У априлу 1942. положај четника у источној Босни стално се погоршавао. Они нису могли да се одрже у Дрињачи коју су усташе од њих узели 8. априла.
Партизани су, након разбијања четника, у другој половини марта концентрисали снаге око Рогатице, Соколца и јужно од Хан-Пијеска, и припремили напад на Рогатицу, у којој се налазио опкољени усташко-домобрански гарнизон. У ноћи 7/8. априла, напали су усташе и домобране у Рогатици, али без успеха, јер је убрзо започела свеобухватна осовинска противофанзива.

## Осовинска противофанзива
Почетком априла 1942, услед јачања партизанских борби у Босни, Оперативни штаб Борбене групе „Бадер” је преместио своје седиште из Београда у Сарајево. Непосредно по партизанском освајању источне Босне, од 8. априла до 14. јуна, уследила је здружена осовинска Операција Трио, прва анти-устаничка операција већег обима у НДХ, позната као Трећа непријатељска офанзива. Њен први удар био је усмерен ка рејону Рогатице, која је према извештајима била упориште партизана:
Такође је извештавано да се у рејону око Рогатице налази устаничка група, јачине најмање 1000 људи, партизани и једна црногорска пролетерска бригада, наоружани пушкама, митраљезима, минобацачима и са 1—2 топа. Гарнизон у Рогатици — остатак од два десеткована хрватска батаљона — издржава нападе те бандитске групе. Она је паралисала сваки саобраћај на путу за Рогатицу, тако да се хрватски гарнизон и становништво, могло снабдевати само ваздушним путем.
— преглед капетана Ернеста Висхаупта за април 1942.
Почетак офанзиве био је планиран за 15. април, али је преурањена акцијом усташке „Црне легије”, која је почетком априла из рејона Хан-Пијеска продрла у Горњи Бирач и простор лука Дрине и до 9. априла заузела Власеницу, Сребреницу, Братунац и Дрињачу. Дангићеве четничке јединице претрпјеле су тежак пораз од усташке Црне легије. Францетићева Црна легија је избила на реку Дрину и преузеле границу НДХ према Србији, чинећи тешке злочине над становништвом:
Прелазак српских избеглица скоро искључиво жена и деце преко Дрине у Србију није се делимично могао спречити због слабо поседнуте границе на Дрини. Хрватске усташке и милицијске снаге поклале су велики број избеглица који су хрлили ка Дрини, а делимично их побацали у реку.
Четнички вођа Дангић је у Србији тада позивао на борбу против НДХ, због чега су га Немци ухапсили у ноћи 10./11. априла 1942. у месту Рогачица близу Бајине Баште.
Дана 10. априла је Оперативни штаб Борбене групе „Бадер” издао „Операциону заповест за наступање ка рејону Рогатице”, уперено првенствено против партизана, а против четника само у случају да пружају отпор. Наређење главног команданта је гласило да се ухваћени партизани одмах стрељају, а да четници који се не опиру не буду третирани као устаници:
У оперативном наређењу 718. немачке пешадијске дивизије за операцију Трио се констатује да су се на подручју између Праче — Вишеграда — Дрине — Реке — Хан-Пијеска — Громила поново учврстили устаници (пре свега партизани). У истом наређењу се налаже различито третирање устаника:
До 22. априла, Немци су у уводним борбама достигли са 718. дивизијом линију Боговићи-Хан-Пијесак, са 737. пуком линију Гођење-Слап-Вишеград, док је усташка „Црна легија”, између немачких снага, достигла линију Хан-Пијесак-Поджепље. Са тих положаја немачке и усташке снаге прешле су у концентрично наступање према Рогатици, уз истовремено надирање делова италијанске дивизије „Пустерија” од Пљеваља и Вишеграда ка Чајничу и Горажду.
У таквој ситуацији, Врховни штаб одустао је од даљих напада на Рогатицу и наредио партизанским снагама да се повуку на југ, према Горажду и Фочи. На тај начин је немачко-италијанско концентрично дејство према Рогатици прешло у фронтално потискивање делова Прве и Друге пролетерске бригаде и неких источнобосанских добровољачких јединица са севера на југ, а остали делови бригада успоравали су надирање дивизије „Пустерија” на правцу Чајниче-Горажде, које су Италијани заузели 24. априла. До краја априла непријатељ је избио у долину Праче. Јединице немачке 718. дивизије, после краћег престројавања, прешле су 4. маја Прачу и истог дана ушле у Горажде, док су делови дивизије „Пустерија” продужили наступање ка Фочи. Тиме су, углавном, дејства немачких снага у источној Босни била завршена.
Дана 1. маја, отпочела су дејства дивизије „Тауринензе” и дивизије „Алпски ловци” од Сарајева ка Калиновику, а 6. маја од Невесиња, исто у правцу Калиновика. Савлађујући отпор Калиновичког партизанског одреда, снаге дивизије „Тауринензе” заузеле су 7. маја Трново док су делови дивизије „Алпски ловци” 8. маја продрли у Улог. Дана 12. маја, делови обе дивизије сусрели су се у Калиновику. За то време, ојачани пук дивизије „Алпски ловци” и делови дивизије „Мурђе” водили су безуспешне борбе против јединица Севернохерцеговачког одреда око Гацка и Автовца, док су делови дивизије „Пустерија” 10. маја продрли у Фочу, одакле се претходно повукао Врховни штаб са Првом и Другом пролетерском бригадом.
Средином јуна 1942. године, завршена је непријатељска офанзива. Осовинске снаге су успеле да ликвидирају слободне територије у источној Босни, Црној Гори и Херцеговини. Јединице Добровољачке војске у источној Босни распале су се.
Убрзо по завршетку здружених осовинских операција у источној Босни, партизани су 15. јуна напали усташки гарнизон у Власеници. Међутим, након претрпљених губитака од 17 мртвих и 40 рањених, партизани су били приморани да се повуку.
Врховни штаб је крајем јуна и почетком јула прешао у западну Босну, где ће да пренесе тежиште борбе.

## Бадерови извештаји
Дана 20. марта, командант удружених осовинских снага у Трећој непријатељској офанзиви, немачки генерал Паул Бадер, у свом десетодневном извештају команди Југоистока јавља:
Дана 31. марта, у следећем извештају, Бадер је приметио да се усташе, домаћи партизани и наступајуће банде из Црне Горе боре у источној Босни раме уз раме против борбених српских снага под Дангићевом командом. Он у извештају команди наводи:
Дана 10. априла, у свом следећем редовном извештају, генерал Бадер јавља:
Дана 20. априла, генерал Бадер је известио надређеног команданта у Солуну о успешном напредовању хрватског потпуковника Францетића против главнине Дангићевих одреда и додао:
Дана 30. априла, Бадер је јавио да су неуспешни напади на Братунац и Сребреницу показали да остаци Дангићеве групе више нису у стању да постигну ни локалне успехе. Бадерови извештаји се тумаче у ревизионистичким круговима као доказ о наводној усташко-партизанској сарадњи, иако су партизани истовремено нападали и оружане снаге НДХ у неким другим местима.

## Тумачења
Драгољуб Михаиловић је на свом суђењу навео борбе за источну Босну 1942. године као други случај када су га истовремено напали окупатори и партизани (поред борби за Вишеград 1943. године).
Оптужени Михаиловић: Био је још један случај о коме сам причао у 1942. Францетићева Црна легија ишла је у правцу Власенице и Хан Пијеска. Она је напала наше снаге, а с леђа су напали партизани. Одбрана је попустила и после тога настало је страховито гоњење наших одреда од стране Црне легије, која је потпуно уништила тај крај. Много жртава је било и то се завршило пребацивањем великог броја избеглица у Србију.
Председник: Је ли жив Францетић?
Оптужени: Францетић је убијен од партизана.
Неки аутори оцењују да је на слом четничких јединица Јездимира Дангића „утицала тактичка сарадња између усташа и партизана почетком априла 1942, која је трајала око две недеље. У том периоду су усташе два пута испоручиле муницију партизанима”.